# Футбольный матч Бразилия — Чили (1989)
Футбольный матч Бразилия — Чили, также известный под названиями Мараканасо сборной Чили (исп. Maracanazo de la selección chilena), Кондорасо (исп. Condorazo) или Бенгаласо (исп. Bengalazo), состоялся 3 сентября 1989 года в Рио-де-Жанейро в рамках отборочного турнира к чемпионату мира 1990 года. Матч был прерван на 67-й минуте в связи с тем, что вратарь чилийцев Роберто Рохас упал после того, как в него попал горящий фаер. Позже выяснилось, что раны на голове Рохас нанёс себе сам. ФИФА засчитала техническое поражение сборной Чили 0:2, дисквалифицировав сборную на весь отборочный турнир чемпионата мира 1994 года и пожизненно отстранив Роберто Рохаса от футбола. Историки и эксперты футбола считают этот инцидент одним из самых скандальных в истории футбола, а дисквалификацию Рохаса — одной из самых известных в истории отборочных турниров и финальных этапов чемпионата мира.

## Предыстория
В связи с тем, что Аргентина автоматически проходила на чемпионат мира 1990 года на правах действовавшего обладателя Кубка мира, в зоне КОНМЕБОЛ к чемпионату мира ФИФА 1990 года разыгрывались 2,5 путёвки: две команды-победительницы групп с лучшими показателями квалифицировались прямо на чемпионат мира, а ещё одна команда-победительница группы (группы 2) отправлялась играть стыковые матчи с победителем отбора ОФК. В группе 3 выступали сборные Чили, Венесуэлы и Бразилии. Все команды проводили групповой этап по двухкруговой системе. Сборная Чили одержала две победы над Венесуэлой 3:1 в Каракасе и 5:0 в Мендосе, а также сыграла с Бразилией вничью 1:1 в Сантьяго. Матч в аргентинской Мендосе прошёл по той причине, что 13 августа 1989 года в игре против Бразилии в Сантьяго болельщики устроили массовые беспорядки. Перед игрой в Рио-де-Жанейро Бразилия и Чили возглавляли группу, набрав по 5 очков, но Бразилия была впереди за счёт разницы забитых и пропущенных мячей. Это означало, что только личная победа Чили может обеспечить чилийцам выход на чемпионат мира; ничья или поражение отправляли на чемпионат мира бразильцев.

## События игры

### Матч и инцидент
В первом тайме счёт так и не был открыт. На 49-й минуте бразилец Карека получил мяч из центрального круга и, обыграв двух чилийских защитников, вышел к чилийским воротам и нанёс точный удар, открыв счёт в матче и выведя Бразилию вперёд. А на 67-й минуте с трибуны в сторону вратаря сборной Чили Роберто Рохаса полетел фаер, который бросила одна из бразильских болельщиц. В этот момент Рохас упал на землю, схватившись за голову. Со стороны показалось, что фаер угодил в голову вратарю. К игроку подбежал врач сборной Даниэль Родригес, а самого Рохаса обступили чилийские игроки. Бразильцы безуспешно в этот момент призывали трибуны успокоиться.
Спустя несколько минут игроки и тренеры сборной Чили, взяв Рохаса, немедленно вместе с ним покинули поле вместе с капитаном сборной Фернандо Астенго: тот заявил, что команда не выйдет из подтрибунных помещений на поле. Когда Рохас лежал на поле, Патрисио Яньес изобразил неприличный жест — потряс свои гениталии, глядя на трибуну с бразильскими болельщиками. Этот жест позже назвали «Уточка Яньеса» (исп. Pato Yáñez) в Чили. Аргентинский арбитр Хуан Карлос Лоустау безуспешно пытался убедить чилийцев продолжить матч. Игра была остановлена и не возобновлялась.

### Расследование инцидента
На следующий день на телевидении показали кадры с матча, а в прессе появились фотографии с той встречи. Мгновенно обман Рохаса был разоблачён: фаер приземлился на землю примерно в метре от Рохаса. Руководство КОНМЕБОЛ осудило Рохаса за симуляцию нападения бразильских фанатов, поскольку на теле не было найдено каких-либо ожогов или следов пороха. Полиция же установила личность болельщицы, которая бросила на землю фаер: ею оказалась 24-летняя Росенери Меллу ду Нашименту, получившая благодаря этому событию прозвище «Поджигательница с Мараканы» (порт. Fogueteira do Maracanã).
На голове у Рохаса были найдены странные порезы, происхождение которых не удавалось установить, но они появились отнюдь не в связи с падением фаера. Только после продолжительных допросов Рохас сознался, что спрятал в одной из перчаток лезвие для бритвы и порезал им себя, чтобы сымитировать нападение бразильцев. Также он раскрыл имена тех, кто участвовал в этом скандале: главный тренер Орландо Аравена и врач сборной Даниэль Родригес (по другой версии, именно он нанёс рану скальпелем, подбежав ко вратарю и воспользовавшись суматохой на поле) попросили Рохаса не уходить с поля, чтобы Бразилию представили как виновницу случившегося, а «Маракану» признали бы небезопасным стадионом для проведения матчей. Расчёт был на то, что либо Бразилию попросят переиграть матч на нейтральном поле, либо присудят бразильцам техническое поражение — в таком случае сборная Чили вышла бы на чемпионат мира, а сборная Бразилии получила бы дисквалификацию и впервые в своей истории не попала бы на мундиаль.

### Итог расследования
Через 10 дней после матча ФИФА вынесла суровый вердикт: Рохас был пожизненно отстранён от любой футбольной деятельности под руководством ФИФА, а сборная Чили была дисквалифицирована по принципу коллективной ответственности и не допущена к розыгрышу путёвок на чемпионат мира 1994 года. Бразилии присудили автоматическую победу 2:0 и обеспечили выход на Кубок мира. Дисквалификацию получили также президент Федерации футбола Чили Серхио Стоппель, главный тренер сборной Чили Орландо Аравена (пожизненно), капитан сборной Чили Фернандо Астенго (пять лет) и врач сборной Чили Даниэль Родригес (пожизненно). Наказания, предусмотренные решением ФИФА, должны были нести такую воспитательную функцию, чтобы в будущем никто не пытался повторным образом попытаться при помощи провокаций и обманов добиться дисквалификации стадиона или целой сборной.
Средства массовой информации Чили не признали выводы расследования, обвинив президента ФИФА Жоао Авеланжа в фальсификации доказательств и попытке протащить в финальную часть чемпионата мира сборную Бразилии. Перед посольством Бразилии в Чили прокатилась волна беспорядков. Только в апреле 2001 года Рохас попросил прощения за совершённый им обман, и ФИФА сняла с него дисквалификацию. Рохас же, однако, полагал, что игрока любой ведущей южноамериканской сборной — Аргентины, Бразилии или Уругвая — не наказали бы за подобный проступок.

Я порезал себя бритвой, и так вскрылся весь этот фарс. От этого пореза пострадало моё достоинство. У меня были проблемы дома с женой, мои коллеги отвернулись от меня. Был бы я аргентинцем, уругвайцем или бразильцем, меня бы не наказали. Но поскольку я чилиец, мне не дали возможность оправдаться.
Оригинальный текст (исп.)Me corté con una gillette y la farsa se descubrió. Fue un corte a mi dignidad. Tuve problemas en mi casa con mi mujer, mis compañeros me dieron la espalda..., pero si yo hubiera sido argentino, uruguayo o brasileño no estaría suspendido, pero como soy chileno no me dieron la posibilidad de reivindicarme.

## Детали матча
| Бразилия   | 2:0 (тех.) | Чили |
| ---------- | ---------- | ---- |
| Карека 49′ |            |      |

| Бразилия | Чили |

| ВР                 | 1  | Клаудио Таффарел |
| ЗЩ                 | 4  | Мауро Галван     |
| ЗЩ                 | 2  | Жоржиньо         |
| ЗЩ                 | 3  | Алдаир           |
| ЗЩ                 | 6  | Рикардо Гомес    |
| ПЗ                 | 5  | Бранко           |
| ПЗ                 | 11 | Валдо Фильо      |
| ПЗ                 | 8  | Дунга            |
| НП                 | 10 | Силас            |
| НП                 | 9  | Карека           |
| НП                 | 7  | Бебето           |
| Тренер:            |    |                  |
| Себастьян Лазарони |    |                  |

| ВР              | 1  | Роберто Рохас       |
| ЗЩ              | 18 | Патрисио Рейес      |
| ЗЩ              | 5  | Уго Гонсалес        |
| ЗЩ              | 11 | Фернандо Астенго    |
| ЗЩ              | 4  | Эктор Пуэбла        |
| ПЗ              | 2  | Алехандро Исис      |
| ПЗ              | 8  | Хайме Вера          |
| ПЗ              | 6  | Хайме Писарро       |
| ПЗ              | 10 | Хорхе Аравена       |
| НП              | 14 | Патрисио Яньес      |
| НП              | 7  | Хуан Карлос Летелье |
| Тренер:         |    |                     |
| Орландо Аравена |    |                     |

| Лайнсмены: Карлос Эспозито Франциско Ламолина |